# Zouzou (actrice)
Pour les articles homonymes, voir Zouzou et Ciarlet.
Danièle Ciarlet, dite Zouzou, est une actrice, chanteuse et mannequin française, née le 29 novembre 1943 à Blida (Algérie).
Icône des années 1960 et 1970, elle doit son surnom à son zézaiement. Considérée à partir des années 1960 comme une « égérie » des milieux artistiques et à la mode, elle est notamment connue pour son rôle dans le film L'Amour l'après-midi d'Éric Rohmer.

## Biographie
Adolescente brillante (elle a son bac à 13 ans et demi), elle suit les cours d'arts plastiques de l'académie Charpentier. Égérie des années 1960, elle fréquente les boîtes à la mode, Chez  Régine, Chez Castel, le drugstore des Champs-Elysées ou chez Gabriel Pomerand. Elle est mannequin à l'agence Catherine Harlé. Le magazine Paris Match la baptise « la twisteuse ». Elle représente la femme libérée, militante sur les barricades de mai 68. Elle part ensuite dans le Swinging London pour suivre Brian Jones, qu'elle quitte « pour ne pas sombrer ».
Petit à petit, son succès s'érode. En 1978, elle quitte Paris pour les Antilles où elle reste sept ans. Elle rentre en métropole en 1985 pour s’occuper de sa mère.
Depuis le début des années 1970, elle consomme des drogues, notamment de l'héroïne, ce qui lui vaut deux courts passages à la prison de Fleury-Mérogis en 1992 et 1994.
En 1999, elle est filmée par Gérard Courant pour son anthologie cinématographique Cinématon.
Avec les années 2000 et après des années de galère, sa carrière connaît un rebond. Début 2004, une rétrospective sur elle est organisée au Centre national d'art et de culture Georges-Pompidou. Zouzou publie alors Jusqu'à l'aube, son autobiographie, saluée par la critique. Forte de ce regain d'intérêt, elle publie une intégrale de ses chansons enregistrées pendant la période 1960-1990, ainsi que deux inédits, Tôt ou tard et Pas assez.
En 2005, elle retrouve la scène et se produit au Sentier des Halles, à Paris. On la remarque aussi lors de plusieurs shows, accompagnée par de nouveaux artistes de la chanson française : Hélène Pince, Léonard Lasry et Édouard Desyon avec lequel elle se produit en invitée au Crazy Horse Saloon.

## Filmographie
- 1962 : Les Démons de minuit de Marc Allégret : simple apparition
- 1962 : Comme un poisson dans l'eau d'André Michel : Martine-Sylvine
- 1963 : Hitler, connais pas de Bertrand Blier : elle-même
- 1966 : La Pomme ou l’histoire d’une histoire, court métrage de Charles Matton
- 1966 : Les Sultans de Jean Delannoy : la danseuse
- 1967 : Le Désordre à vingt ans, documentaire de Jacques Baratier : elle-même
- 1967 : Portrait électro machine-chose de Martial Raysse
- 1967 :  Polnareff, Zouzou & Les Bonbons magiques de Philippe Garrel : la chanteuse
- 1968 : Marie pour mémoire de Philippe Garrel : Marie
- 1968 : Jojo ne veut pas montrer ses pieds, court métrage de Dennis Berry
- 1968 : La Concentration de Philippe Garrel
- 1968 : Home Movie autour du Lit de la vierge de Frédéric Pardo : elle-même
- 1970 : Le Lit de la Vierge de Philippe Garrel : la Vierge Marie / Marie-Madeleine
- 1971 : La Famille d'Yvan Lagrange
- 1972 : Le Boxeur, court métrage de Dennis Berry
- 1972 : Renaissance, court métrage d'Yvan Lagrange
- 1972 : L'Amour l'après-midi d'Éric Rohmer : Chloé
- 1974 : Les 'S' Pions (S*P*Y*S*) d'Irvin Kershner : Sybil
- 1974 : Citation directe (Processo per direttissima) de Lucio De Caro : Laura
- 1974 : Printemps 58 de Bernard Eisenschitz
- 1975 : Lily aime-moi de Maurice Dugowson : Lily
- 1975 : L'important c'est d'aimer d'Andrzej Zulawski (rôle coupé)
- 1976 : La Dernière Femme (L'ultima donna) de Marco Ferreri : Gabrielle
- 1976 : Les Lolos de Lola de Bernard Dubois : Marie-France
- 1976 : Intervention Delta de Douglas Hickox : la terroriste
- 1977 : Les Apprentis Sorciers d'Edgardo Cozarinsky : Clara
- 1977 : Rendez-vous en noir, de Claude Grinberg
- 1978 : Médecins de nuit de Philippe Lefebvre épisode : Christophe (série)
- 1978 : Le Bleu des origines de Philippe Garrel
- 1979 : Histoires de voyous : La Belle affaire, téléfilm de Pierre Arago : Zizi
- 1980 : Certaines nouvelles de Jacques Davila : la jeune fille
- 1987 : Qui c'est ce garçon ?, mini-série de Nadine Trintignant : la concierge
- 1987 : La Tricheuse, téléfilm de Joyce Buñuel : Perrine
- 1995 : Les Anges gardiens de Jean-Marie Poiré
- 1999 : Zanzibar à Saint-Sulpice, court métrage de Gérard Courant : elle-même
- 1999 : Cinématon no 1988 de Gérard Courant : elle-même
- 1999 : Derrière la nuit[2], Carnets filmés de Gérard Courant : elle-même
- 2003 : Un signe d'hiver, court métrage de Jean-Claude Moireau : l'hôtelière
- 2003 : Zouzou, l'héroïne de Christian Mouzet et Jean-Michel Le Saux : elle-même
- 2004 : Zouzou, l'envers de la star : elle-même
- 2005 : Les Contes secrets ou les rohmériens, documentaire de Marie Binet : elle-même
- 2005 : Zouzou à Saint-Denis, Carnets filmés de Gérard Courant : elle-même
- 2008 : Cherchez l'erreur, clip de sa chanson chantée avec Donovan de Jean-Christophe Polien : elle-même
- 2022 : L'Histoire française des Rolling Stones de Raphaëlle Baillot et Élise Le Bivic : elle-même.
- 2023 : The Stones & Brian Jones de Nick Broomfield : elle-même.

## Discographie
- 1966 : Il est parti comme il était venu, premier 45 tours EP, direction musicale et composition par Jacques Dutronc  (Disques Vogue)[3],[4].
- 1967 : Petit garçon, deuxième 45 tours EP, Donovan lui compose la chanson Young Girl Blues que Zouzou traduit en français sous le titre Ce samedi soir. Dutronc compose 2 des 4 titres du disque[5]. Zouzou est accompagnée aux claviers par le jeune Alain Legovic futur Alain Chamfort (Disques Vogue)[3].
- 1969 : Calcium https://www.youtube.com/watch?v=jV_DuA-7ms4
- 1974 : Un homme qui revient toujours et Essayez-nous, 45 tours Single en duo avec Dani (Disques Vogue)[3].
- 2003 : Zouzou l'intégrale, compilation 21 titres, CD Disques Vogue/BMG.
- 2013 : En vers libre, album CD Big Beat/Naïve.

## Publication
- Jusqu'à l'aube, préface de Pierre Bénichou, autobiographie avec la collaboration d'Olivier Nicklaus, éditions Flammarion, Paris, 2003  (ISBN 2080685554)